# Platydoras
Platydoras (von griechisch platys „breit“, und Doras, eine Dornwels-Gattung) ist eine Süßwasserfischgattung aus der Familie der Dornwelse (Doradidae). Die Gattung ist im nördlichen und mittleren Südamerika weit verbreitet. Das Verbreitungsgebiet reicht vom Stromgebiet des Orinoko, Guayana und dem Amazonasbecken, dem Nordosten Brasiliens und dem Rio Xingu bis zum Río Paraguay.

## Merkmale
Platydoras-Arten werden 15 bis 24 cm lang. Ihr Körper ist plump und kaulquappenähnlich. Der Kopf groß, breit und etwa abgeflacht. Das Maul ist breit und von drei Bartelpaaren umgeben. Die in der vorderen Kopfhälfte oder in der Kopfmitte liegenden Augen sind relativ groß. Die Rückenflosse ist hoch und dreieckig. Ihr Stachelstrahl ist an seiner Vorderkante und hinten gezähnt. Die Fettflosse ist durch eine kielartige Verlängerung zur Rückenflosse länger als die Afterflosse. Der Schwanzstiel ist oben und unten durch Knochenschilde gepanzert. Die Platten der Körperseiten sind hoch und lassen nur die Rückenregion frei. Die großen Brustflossen besitzen einen kräftigen Stachelstrahl und ein Sperrgelenk, mit dem die gespreizten Brustflossen fixiert werden können. Die Schwanzflosse ist gegabelt.

## Arten
Bisher wurden fünf Arten beschrieben:
- Liniendornwels (Platydoras armatulus (Valenciennes, 1840))[5]
- Platydoras birindellii Sousa, Chaves, Akama, Zuanon & Sabaj, 2018[6]
- Platydoras brachylecis Piorski, Garavello, Arce & Sabaj Pérez, 2008[7]
- Platydoras costatus (Linnaeus, 1758) (Typusart)
- Platydoras hancockii (Valenciennes, 1840)